# Amyklai
Amyklai (Oudgrieks : Ἀμύκλαι) in Laconië was ooit de oudste stad op het antieke Griekse vasteland. Ze zou gesticht zijn door de Achaeërs en was gelegen op de oostelijke oever van de Eurotas vlak bij Vapheio, op een zevental kilometer ten zuiden van het oude Sparta. Amyklai had Minoïsche achtergronden uit de 15e eeuw v.Chr. en beleefde in de eindfase van de Myceense cultuur rond 1200 v.Chr. een hoogtepunt. Rond 800 v.Chr. kwam het onder gezag van het Dorische Sparta.
Het is een archeologische site bij het huidige Amykles.

## Geschiedenis

### Oorsprong

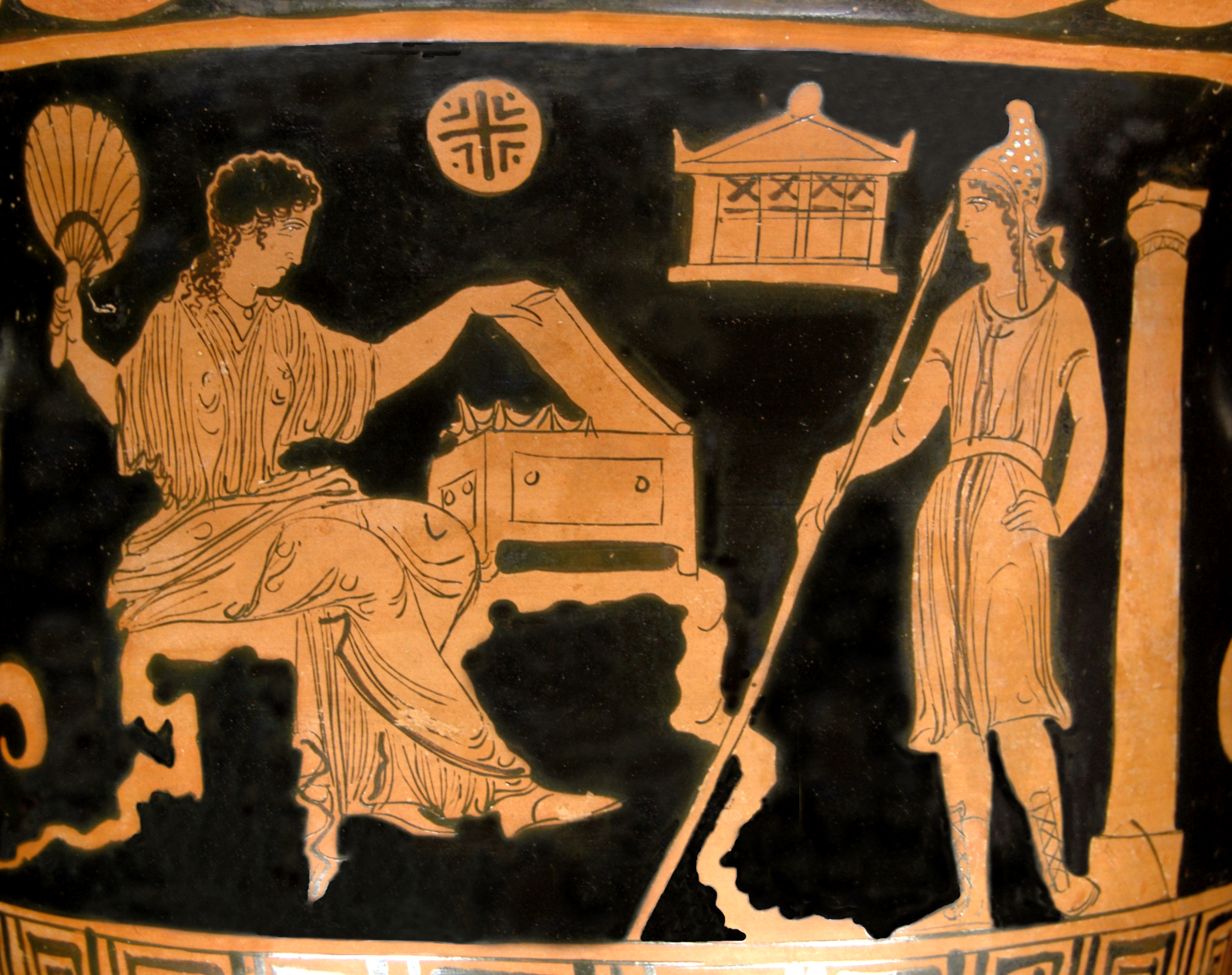
Helena met spiegel en Paris met speer op een Griekse vaas (Louvre)

De Bronstijdvestiging was gelegen op de hellingen boven het moderne dorp Amykles. In de tweede eeuw van onze jaartelling werd reiziger, geograaf en schrijver Pausanias geïnformeerd dat de archaïsche locatie van Amyklai haar antieke oorsprong als Achaeïsche versterkte vestiging van voor de tijd van de "Dorische invasie" vond, wat door de moderne archeologie wordt bevestigd.
Volgens de klassieke overlevering werd de stad gesticht door Amyklas, een afstammeling van Lakedemon. Het was vervolgens de verblijfplaats van de legendarische Tyndarus, zijn dochter Helena en zijn zonen, de Dioscuren – jonge paardrijdende rolmodellen voor de Spartaanse jeugd – die oorspronkelijk huisgoden waren en tweelingbroers van Helena werden. Paris begaf zich naar Amyklai voordat hij samen met Helena naar Troje weerkeerde. De paleisburcht van Helena en Menelaus zou er zich ergens in de omgeving hebben bevonden. Volgens Pindarus (5e eeuw v.Chr.) was Amyklai uiteindelijk ook de sterfplaats van de Atreides, i.e. Agamemnon.

### Spartaanse periode
De site werd bezet nadat veel grote 'paleizen' zoals dat van Mycene rond 1200 v.Chr. waren vernield. Toen Sparta ca. 1000 v.Chr. door de Doriërs werd ingenomen volgde van daaruit een expansiebeweging over de Peloponnesus. Na de verovering van ca. 800 v.Chr. door de Dorische Spartanen werd Amyklai de vijfde van de nederzettingen waarvan de onderwerping de geschiedenis van Sparta inluidde. De oorspronkelijke bewoners kregen er het statuut van perioikoi, autonome groepen vrijen maar niet-burgers die in de Spartaanse regio woonden. In de loop van de 8e eeuw v.Chr. ontwikkelde Amyklai zich tot een van de belangrijkste Spartaanse steden. Een eeuw later werd het heiligdom van Apollo Amyklaios opgericht met binnen zijn temenos de tumulus van Hyakinthos, de pre-Helleense godheid, wiens cultus met die van Apollo in het jaarlijks festival van de Hyankynthia werd gefuseerd. Het bleef in de klassieke periode (ca. 500–323 v. Chr.) een cultusplaats voor Apollo.

## Cultusplaats
De stad Amyklai heeft in haar bestaan als oudste stad van het Griekse vasteland meerdere elkaar opvolgende cultussen gekend. Na de oorspronkelijke chtonische cultus voor Helena (Artemis) en Hyakinthos werd de plaats aan de weergod Apollo toegewijd en kreeg ook de Dionysuscultus er aanhang. Ten tijde van de kerstening werd het een gedenkplaats voor de heilige Cyriakus.

### Chtonische goden
In de Geometrische periode was Amyklai al een cultusplaats, gewijd aan de vegetatiegodin Helena, (oorspronkelijk verwant aan Kore Persephone) wier duizendjarige cultus vooral in Sparta bewaard bleef, en de chtonische god Hyakinthos, een figuur die gelijkenissen vertoont met Attis en eveneens in voor-Griekse tijden werd vereerd. Deze zou zijn oorsprong in het Minoïsch concept van stervende godheden, meer bepaald vegetatiegoden vinden.
Na de Spartaanse verovering ging men in Amyklai door met het houden van vruchtbaarheidsfestivals, nl. de Gymnopaideia en de Hyakinthia, maar dan wel ter ere van Apollo Amyklaios. De vorm waarin de festivals te zijner eer werden gehouden vertonen sterke overeenkomsten met de Heleneia, het festival met initiatieritueel voor meisjes, gewijd aan Helena.
Op de mythische grafheuvel van Hyakinthos werd in de 6e eeuw v.Chr. de "Troon van Apollo" opgericht. Hyakinthos zelf werd daar, op het altaar waar hij jaarlijks zou zijn geofferd, wel nog verder vereerd, maar nu als 'geliefde van Apollo'. Een latere sociologische interpretatie hiervan was "de politieke eenmaking van het Dorische Sparta (Apollo) met de Achaeïsche bevolking van Amyklai (Hyakinthos)". Er is evenwel nog niets gehoord in Amyklai over de tweelingzuster van Apollo, Artemis.

### De Troon van Apollo

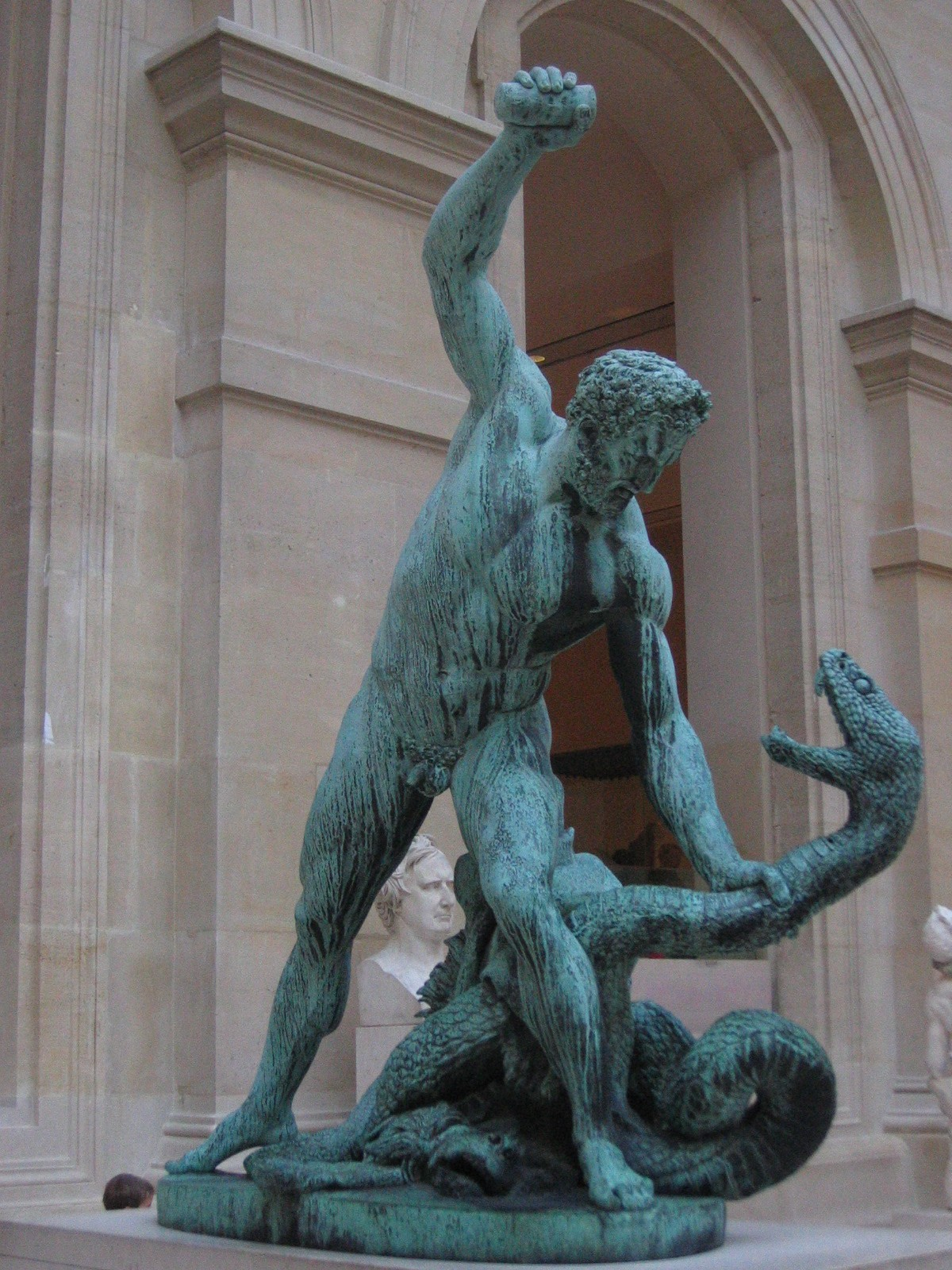
Herakles doodt de Hydra, Louvre

Een 9 m hoog bronzen beeld van Apollo torende in de Spartaanse periode hoog boven de cultusplaats van Amýklai uit. Dit kolossale beeld op de “Troon van Apollo” leek volgens Pausanias op een ranke zuil en had daardoor een ithiphallische betekenis. Enkel door een helm bovenaan en de onderaan uitstekende voeten herkende men het als godenbeeld. In de flank was aan de ene zijde een speer en aan de andere een boog verwerkt. Het bronzen beeld was besteld bij Bathykles van Magnesia in Klein-Azië en beeldde ook de Werken van Herakles en zijn apotheose uit evenals die van Hyakynthos. Volgens de legende zou Hyakynthos onder de voet van het altaar begraven zijn geweest.
Halverwege de 6e eeuw v. Chr. werd het gezicht van het beeld van Apollo met goud uit Lydië bekleed, een geschenk van Croesus. Later in diezelfde eeuw ontwierp Bathykles het Dorisch-Ionische tempelcomplex dat nadien als de "Troon van Apollo" bekend werd. Het beeld kwam toen op een podium te staan dat gebouwd was om het chtonisch altaar van Hyakynthos te omsluiten en werd door een virtuele encyclopedie van de Griekse mythologie omringd. Pausanias geeft een opsomming van de onderwerpen die in de reliëfs waren afgebeeld. Ook het podium zelf was er aan de buitenzijde van voorzien, en er waren er nog meer op het stoavormig gebouw dat de drie zijden van het kolossale kolombeeld omsloot.

### Dionysuscultus
Naast de Apollocultus hingen bewoners van Amyklai ook de Dionysuscultus aan die zich in de 14e eeuw v.Chr. over Griekenland verspreidde. Zij vereerden deze vruchtbaarheidsgod als Dionysos Psilax. Pausanias merkt op dat psila het Dorische woord was voor ‘gevleugeld’ en dit zou hebben te maken gehad met de vlucht die de geest maakt onder invloed van de wijn, die bij deze cultus geschonken werd.

## Archeologische vondsten
De analemma en peribolos van het heiligdom zijn teruggevonden. Architecturale fragmenten tonen inderdaad een combinatie van Dorische en Ionische stijlen. Enkele daarvan staan tentoongesteld in het museum van Sparta.

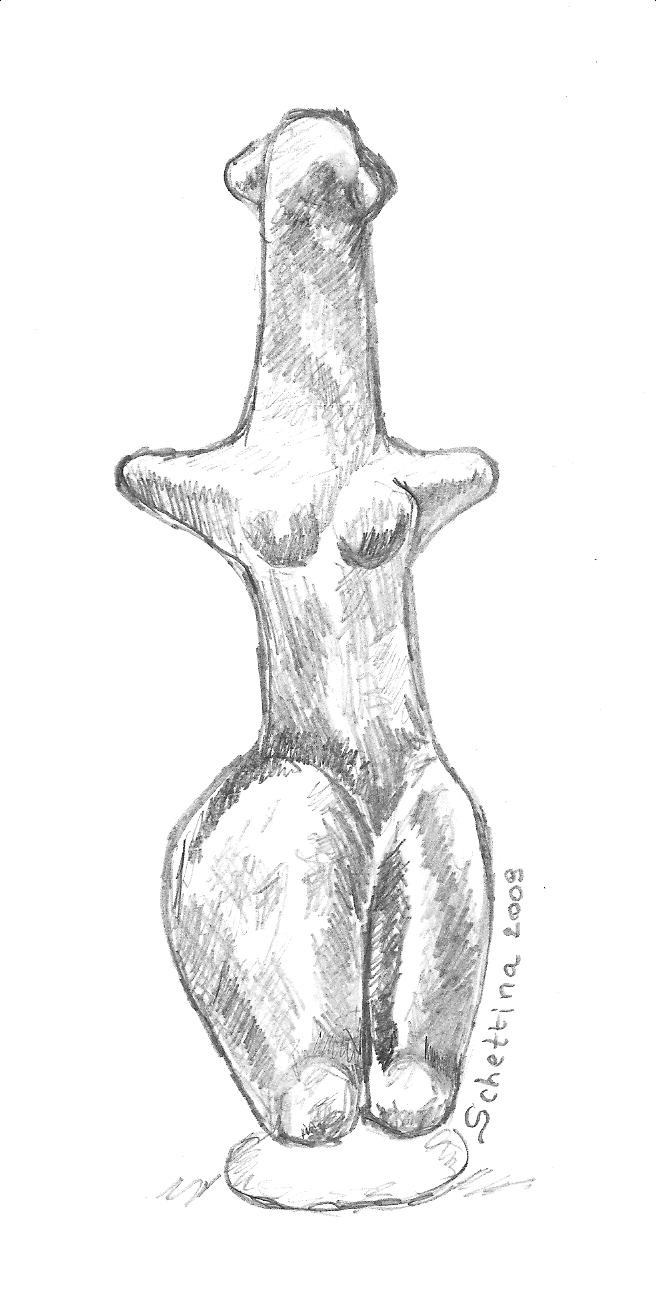
Een figurine

Er is geen archeologische vondst omtrent Apollo Amyklaios gedaan tot op heden, noch van de burcht die aan Helena en Menelaus zou hebben toebehoord. Hughes vermoedt dat de kleiheuvel waarop slechts resten van een klein bouwwerk zijn overgebleven mettertijd een stuk kleiner is geworden door erosie. Er werden in Amyklai wel Myceense objecten gevonden met daarbij menselijke kleifiguren, bijna levensgroot, die mogelijk als getuigen over een ritueel zouden hebben mee uitgekeken, en verder een plethora aan ruwe vrouwelijke figurines die tevens wijzen op de oudste cultus op die plaats. In Griekenland en de oostelijke Middellandse Zee zijn dergelijke figurines veelvuldig aanwezig.
De vondsten van de figurines uit de Geometrische periode en van de sub-Myceense votieffiguren tonen een onderbreking tussen beide: "Het is duidelijk dat er een radicale herinterpretatie heeft plaats gehad," aldus Walter Burkert naar aanleiding van talrijke voorbeelden van deze cultusbreuk in de Griekse duistere eeuwen, waaronder ook Amyklai viel.

## Trivia
Volgens de legende was het de inwoners van Amyklai op straffe des doods verboden om over de permanente dreiging die van het nabije Dorische Sparta uitging te spreken. Daar zou de hedendaagse uitdrukking "amyklaïsch zwijgen" vandaan komen, wanneer een concreet gevaar collectief wordt verdrongen.
Er is een stad met dezelfde naam in Campanië.